# Lukas Geniušas
Lukas Geniusas (Mosca, 1º luglio 1990) è un pianista russo.

## Biografia
Lukas Geniusas è nato il 1º luglio 1990 in una famiglia di musicisti e questo ha fatto sì che iniziasse lo studio del pianoforte sin da piccolissimo. Sua nonna, Vera Gornostaeva, un'illustre insegnante e docente presso il Conservatorio di Mosca, è stata la sua prima mentore. Si è diplomato nel 2008 al Fryderyk Chopin Music College di Mosca e lo stesso anno è entrato nella classe della Gornostaeva al Conservatorio di Mosca. 
Ha vinto numerosi premi nei concorsi internazionali di categoria. I successi più importanti sono stati il secondo premio nella terza edizione del Concorso di San Marino nel 2008, il primo premio al Concorso Gina Bachauer di Salt Lake City nel 2010, il secondo premio, ex aequo con Ingolf Wunder, quello speciale per l'esecuzione della migliore polacca del Concorso Chopin di Varsavia e nel 2015 il secondo premio al Concorso Internazionale Tchaikovsky.
Nonostante la giovane età ha già collaborato con diverse orchestre tra le quali l'Orchestra Filarmonica di Varsavia, la BBC Scottish Symphony Orchestra e l'Orchestra Nazionale della Lituania.

## Repertorio
Lukas Geniusas ha un repertorio molto vasto che spazia dal barocco alla musica contemporanea. A 18 anni, possedeva già dieci programmi da recital e otto concerti per pianoforte e orchestra tra cui la Sonata in Si Minore di Liszt, la Hammerklavier di Beethoven, il Concerto per pianoforte e orchestra n. 1 di Tchaikovsky e il Concerto per pianoforte e orchestra n. 3 di Rachmaninov. Dopo aver ascoltato la sua esecuzione della sonata di Liszt, Bella Davidovich ha affermato che: Lukas Geniusas è un prodigioso giovane talento, maturo spiritualmente e in possesso di una straordinaria abilità virtuosistica.